# Dino Grandi
Dino Grandi, primul conte de Mordano, (n. 4 iunie 1895, Mordano, Emilia-Romagna, Italia – d. 21 mai 1988, Bologna, Italia) a fost un politician fascist italian, ministrul justiției, ministrul relațiilor externe și președintele parlamentului.